# Mountain Top
Mountain Top és una concentració de població designada pel cens dels Estats Units a l'estat de Pennsilvània. Segons el cens del 2000 tenia 15.269 habitants.

## Demografia
Segons el cens del 2000, Mountain Top tenia 15.269 habitants, 5.556 habitatges, i 4.394 famílies. La densitat de població era de 86,5 habitants/km².
Dels 5.556 habitatges en un 36,8% hi vivien nens de menys de 18 anys, en un 68,2% hi vivien parelles casades, en un 8,1% dones solteres, i en un 20,9% no eren unitats familiars. En el 18,4% dels habitatges hi vivien persones soles el 8,5% de les quals corresponia a persones de 65 anys o més que vivien soles. El nombre mitjà de persones vivint en cada habitatge era de 2,72 i el nombre mitjà de persones que vivien en cada família era de 3,1.
Per edats la població es repartia de la següent manera: un 26% tenia menys de 18 anys, un 6% entre 18 i 24, un 28,7% entre 25 i 44, un 25,7% de 45 a 60 i un 13,6% 65 anys o més.
L'edat mediana era de 39 anys. Per cada 100 dones de 18 o més anys hi havia 92,9 homes.
La renda mediana per habitatge era de 51.655 $ i la renda mediana per família de 58.588 $. Els homes tenien una renda mediana de 41.271 $ mentre que les dones 26.346 $. La renda per capita de la població era de 22.480 $. Entorn del 2,9% de les famílies i el 3,4% de la població estaven per davall del llindar de pobresa.

## Poblacions properes
El següent diagrama mostra algunes poblacions properes.